# Muzeul Memorial „Petöfi Sándor”
Muzeul Memorial „Petöfi Sándor” este un muzeu județean din Coltău, amplasat în Castelul Teleky. Clădirea este monument istoric, datând de la mijlocul sec. al XVIII-lea, și cuprinde o expoziție documentară dedicată poetului romantic maghiar Petöfi Sándor (1823 - 1849). Muzeul a fost organizat în anii '50 ai secolului XX în castelul de la Coltău pentru a celebra prietenia poetului cu contele Teleki Sándor și zilele fericite de după căsătoria lui Petöfi cu Szendrey Julia, la 8 septembrie 1847, cu puternic ecou în opera marelui poet.
Clădirea este monument istoric.